# Опорна геодезична мережа
Опорна геодезична мережа(опорная геодезическая сеть;geodetic network; Vermesungsnetz n, geodatisches Netz n):— мережа, або система певним чином вибраних і закріплених на місцевості точок , які служать опорними пунктами для топографічної зйомки та геодезичних вимірів на місцевості, створена на основі Державної геодезичної мережі для отримання відповідної густоти геодезичних пунктів.
Опорна геодезична мережа є основою для однозначного знімання місцевості в різних масштабах, топографо-геодезичного вишукування, інженерно-геодезичного проектування інженерних споруд та винесення їх на місцевість, встановлення в проектне положення та монтаж різного обладнання, спостереження за різними видами деформацій і т.і.
Опорна геодезична мережа має велике практичне значення для складання топографічних карт, визначення форми і розмірів Землі.

## Види
Розрізняють планову і висотну опорні геодезичні мережі.
- Планова опорна геодезична мережа створюється переважно методом тріангуляції, а взаємне положення її пунктів визначається геодезичними координатами ( географічними координатами) або, частіше, прямокутними координатами.
- Висотна опорна геодезична мережа (нівелірна мережа) створюється методом геометричного нівелювання, за допомогою якого визначаються висоти пунктів над рівнем моря.